# Ultimate Fallout
Ultimate Fallout (русск. Совершенные последствия) — ограниченная серия комиксов компании Marvel Comics, которая дебютировала в июле 2011 в рамках повторного запуска Ultimate Marvel. История, написанная Брайан Майкл Бендисом, Джонатаном Хикманом и Ником Спенсером, рассказывает о жизни супергероев и простых людей после смерти Человека-паука.

## Сеттинг
События разворачиваются во вселенной Ultimate Marvel и следуют за событиями  Ultimate Comics: Avengers,  Ultimate Comics: X и в частности за Смерть Человека-паука из Ultimate Comics: Spider-Man. В то же время выход серии положил начало повторного запуска вселенной Ultimate, вследствие чего привычные серии были переименованы в Ultimate Comics: Ultimates, Ultimate Comics: X-Men. Здесь же появляется новый Человек-паук. Практически каждый выпуск разделён на несколько частей, в каждой из которых имеется определённый центральный персонаж.

## Выпуски

### Глава первая
- Покойся с миром, Человек-паук: сценарист Брайан Майкл Бендис, художник Марк Багли.

Питер Паркер был убит в битве с Норманом Озборном, Зелёным гоблином и он погиб на руках своей возлюбленной Мэри Джейн Уотсон и женщины, которая вырастила его, тёти Мэй. Смерть Питера сильно повлияла на каждого. Гвен Стейси посчитала себя проклятой. Джей Джона Джеймсон, редактор Дейли Бьюгл, зная, что Питер оказался Человеком-пауком, не знает как напечатать об этом. Джонни Шторм и Китти Прайд испытывают печаль и гнев из-за гибели своего друга. Флэш Томпсон удивляется тому, что только он не знал тайну личности Питера. Мэри Джейн в смерти любимого винит директора Щ.И.Т.а Ника Фьюри и собирается рассказать об этом миру. Тони Старк организовывает самые пышные похороны в истории Нью-Йорка. На похоронах тётя Мэй знакомится с маленькой девочкой, которую Человек-паук однажды спас от пожара. Затем к ней подходит Капитан Америка и говорит, что это он виновен в смерти Питера.

### Глава вторая
- Капитан Америка: сценарист Брайан Майкл Бендис, художник Габриэль Хардман.
- Тор: сценарист Джонатан Хикман, художник Брайан Хитч.
- Шельма: сценарист Ник Спенсер, художник Ли Гарбетт.

Когда Капитан Америка рассказывает тёте Мэй, что он сказал Питеру, что тот ещё слишком молод, чтобы присоединиться к Алтимейтс и что Питер спас его от пули, предназначенной ему, Мэй отчитывает его за принятие решения, стоящее Питеру жизни и даёт ему пощёчину. Затем она выбегает из собора, после чего ей становится плохо. Прибывший Джей Джона Джеймсон выражает ей свои соболезнования и убеждает её вернуться на похороны. В это время Тор размышляет о том, что Питер попал в лучший из миров. Тем временем Шельма находится в бегах и горюет по Питеру, хотя и толком не знала его. Она считает, что скоро начнётся конец света. Между тем Мэри Джейн готовится отомстить: рассказать всему миру о причастности Ника Фьюри и его людей к смерти Человека-паука.

### Глава третья
- Тони Старк: сценарист Джонатан Хикман, художник Стив Курт.
- Китти Прайд: сценарист Ник Спенсер, художник Эрик Нгуен.
- Карен Грант и Халк: сценарист Джонатан Хикман, художник Карло Пагулайан.

Во время похорон Человека-паука, Тони Старк вспоминает похороны своего брата Грегори Старка. В течение похорон к нему подходит человек по имени Джонатан Блэкхэйвен, который просит его продолжить дело своего брата. Тем временем Китти сбегает с похорон и находит Бобби Дрейка и предлагает ему уйти в подполье вместе с Джонни Штормом. В другом месте Карен Грант беседует с Брюсом Бэннером, и тот вспоминает, как впервые потерял контроль над собой во время битвы с Человеком-пауком. Когда тот превращается в Халка, ей удаётся сдержать мутанта. Ник Фьюри требует от неё полного контроля над Бэннером в обмен на защиту для неё и её друзей.

### Глава четвёртая
- Человек-паук: сценарист Брайан Майкл Бендис, художник Сара Пичелли.
- Рид Ричардс: сценарист Джонатан Хикман, художник Сальвадор Ларокка.
- Валери Купер: сценарист Ник Спенсер, художник Клайтон Крэйн.

После освобождения из тюрьмы, Кенгуру атакует человека, который задолжал ему деньги. Затем на Кенгуру нападает некто в костюме Человека-паука. После победы над злодеем некоторые жители Нью-Йорка говорят герою, что носить костюм мёртвого Питера — это неуважение по отношению к нему. На крыше новый Человек-паук снимает маску и выясняется, что это подросток наполовину афроамериканского, наполовину латиноамериканского происхождения по имени Майлз Моралес. В это время выясняется, что Рид Ричардс, находящийся в N-зоне, выжил. Он утверждает, что герои погубили его шансы сделать мир лучше. Он телепортируется в джунгли. В наши дни он достраивает новую лабораторию и собирает группу людей. Он говорит им, что они будут находиться в куполе, в котором они должны развиваться, чтобы выжить. В это время правительственный чиновник собирается сообщить всему миру, что Соединённые Штаты создали мутантов.

### Глава пятая
- Ртуть: сценарист Ник Спенсер, художник Люк Росс.
- Ник Фьюри: сценарист Джонатан Хикман, художник Билли Тэн.

Человек по имени Филипп Хэнстед встречается с Питером Леншерром, который, в данный момент, является разыскиваемым террористом. Питер говорит Хэнстеду, что он соберёт и выдаст ему мутантов, чтобы тот сделал их своими рабами. В это время Ник Фьюри узнаёт, что Европейский союз воссоздаёт программу суперсолдат во главе с Джейми Брэддоком, в качестве нового Капитана Британии. Также выясняется, что президент планирует сокращение бюджета, выделяемого для Щ. И. Т.а, на тридцать процентов. Фьюри задаётся вопросом, как он сможет защитить гражданских от нарастающей угрозы со столь низким бюджетом. В это время Питер видит галлюцинацию своей сестры, которая требует, чтобы он отправился в Египет.

### Глава шестая
- Тётя Мэй, Гвен Стейси и Мэри Джейн: сценарист Брайан Майкл Бендис, художник Марк Багли.
- Китти, Бобби и Джонни: сценарист Ник Спенсер, художник Эрик Нгуен.
- Ник Фьюри: сценарист Джонатан Хикман, художник Митч Братвайсер.

Тётя Мэй и Гвен Стейси борются со всеобщем вниманием, которое пришло к их дому после смерти Питера. Гвен узнаёт от Мэй, что Тони Старк предложил им бесплатное перемещение в любую точку мира. Они решают отправиться во Францию и начать там новую жизнь. Между тем, Китти ведёт Бобби и Джонни в их новый дом, который оказывается бывшим убежищем Морлоков. В это же время Ник Фьюри продолжает готовиться к предстоящему международному кризису, после того как Капитан Америка решил покинуть службу. Он отправляется к Мэри Джейн, которая пишет статью о виновных в смерти Человека-паука. Ник признаётся ей, что знал родителей Питера и планировал сделать из него такого же великого человека как и его отец. Он также говорит, что любил Питера и признаёт свою вину в его смерти.

## Персонажи

### Семья Паркеров и их друзья
- Мэй Паркер: тётя Питера Паркера, которая узнала о его двойной личности и приняла её.
- Мэри Джейн Уотсон: давняя подруга Питера и его бывшая девушка, с которой он примирился незадолго до своей смерти.
- Гвен Стейси: бывшая девушка Питера, которая живёт с Паркерами уже долгое время.
- Джонни Шторм / Человек-факел: бывший член Фантастической четвёрки и лучший друг Питера, который недавно поселился у Паркеров.
- Китти Прайд: бывший член Людей Икс и бывшая девушка Питера Паркера.
- Бобби Дрейк / Айсберг: бывший член Людей Икс, недавно переехавший в дом Паркеров.
- Джей Джона Джеймсон: главный редактор газеты Дейли Бьюгл и бывший босс Питера.
- Флэш Томпсон: одноклассник Питера и большой поклонник Человека-паука.

### Другие персонажи
- Брюс Бэннер / Халк: учёный, который пытается взять контроль над своей двойной личностью.
- Джин Грей / Карен Грант: бывший член Людей Икс, которая старается контролировать Халка.
- Рид Ричардс / Мистер Фантастик: бывший член Фантастической четвёрки, сошедший с ума.
- Шельма: бывший член Людей Икс в бегах, считающая, что конец света близок.
- Майлз Моралес / Новый Человек-паук: афро-американский подросток, взявший личность Человека-паука после смерти Питера.
- Питер Леншерр / Ртуть: текущий глава Братства мутантов.
- Алтимейтс:
  - Стив Роджерс / Капитан Америка: национальный герой Америки, винящий себя в смерти Питера.
  - Тони Старк / Железный человек: знаменитый супергерой, который устраивает похороны Питеру.
  - Тор: асгардский бог, считающий, что Питер погиб.
  - Ник Фьюри: глава Щ.И.Т.а, которого Мэри Джейн обвиняет в смерти Питера.

## Восприятие
- Ultimate Comics: Fallout #1 получил рейтинг 8,0 из 10 от IGN[7], и рейтинг 3,5 из 5 от Comic Book Resources[8].
- Ultimate Comics: Fallout #3 получил рейтинг 7,0 из 10 от IGN[9].
- Ultimate Comics: Fallout #4 получил рейтинг 8,0 из 10 от IGN[10], и рейтинг 4 из 5 от Comic Book Resources[11].
- Ultimate Comics: Fallout #5 получил рейтинг 7,5 из 10 от IGN[12].
- Ultimate Comics: Fallout #6 получил рейтинг 7,5 из 10 от IGN[13], и рейтинг 2 из 5 от Comic Book Resources[14].

### Реакция и споры

Панель Ultimate Fallout #4 (август 2011): первое появление нового Человека-паука Майлза Моралеса

Реакция на введение Майлза Моралеса в качестве нового Человека-паука была смешанной, создав большое количество споров между фанатами. Деталями разработки занимался Брайан Майкл Бендис в сотрудничестве с художником Сарой Пичелли. Пичелли также разработала дизайн нового костюма Человека-паука, который вместо красно-синего стал чёрным с красным логотипом в виде паука.. Позже, Бендис рассказал, что его снова посетили мысли о персонаже после появления темнокожего актёра Дональда Гловера в пижаме Человека-паука в американском телесериале «Сообщество», что стало ссылкой на неудачную попытку Гловера получить роль Питера Паркера на кастинге фильма «Новый Человек-паук».
СМИ утверждали, что добавление Человека-паука иной национальности в сюжет, было довольно прогрессивным шагом, и что любая негативная реакция оскорбляет этнические меньшинства. Фанаты не согласились, заявив, что их реакция не имеет ничего общего с расизмом, а скорее с желанием продолжить сюжетную линию Питера Паркера. Отрицательно к замене персонажа отнёсся и журналист Гленн Бек, мнение которого было раскритиковано комиком Стивеном Колбером, однако Бек отметил, что Майлз будет фигурировать не в основной вселенной. Аксель Алонсо отрицает, что персонаж был введён из соображений политкорректности, так как и до Майлза во вселенной Marvel присутствовали персонажи разных рас, а несмотря на обилие отрицательных отзывов, есть аудитория, которая жаждет увидеть такого персонажа, как Майлз. Хотя некоторые реакции и расцениваются как расизм, фанаты просто утверждают, что Человек-паук должен быть только один и это — Питер Паркер. Некоторые фанаты также подвергли критике чересчур юный возраст Майлза, поскольку комикс Ultimate Spider-man рассчитан на более взрослую аудиторию, что делает появление Моралеса недопустимым.

## Коллекционные издания
| Название                 | Включённые выпуски            | Формат | ISBN               |
| ------------------------ | ----------------------------- | ------ | ------------------ |
| Ultimate Comics: Fallout | Ultimate Comics: Fallout #1-6 | HC     | ISBN 0-7851-5912-6 |